# هاكان شوكور
خاقان شُكور أو هاكان شوكور (بالعثمانية: خاقان شكور) (بالتركية: Hakan Şükür)‏ (1 سبتمبر 1971 -)، لاعب كرة قدم وسياسي تركي.

## خاقان في الدوري التركي
- صاحب أكثر عدد من الأهداف في الدوري التركي فلقد سجل 249 جول
- سجل هدفه الأول على نادي اسكيشهر سبور 1988-1989
- سجل هدفه الرقم 100 على نادي التاي 1996-1997
- سجل هدفه الرقم 200 على نادي سامسون سبور 2003-2004
- سجل هدفه الأخير رقم 249 على نادي غينجلربيرلغي 2007-2008
- 3 مرات هداف الدوري التركي
- 3 مرات صانع الهدف
- حصل 8 مرات على الدوري التركي فبذلك يعتبر في تاريخ الدوري التركي من اللاعبين الذين حصلو على أكثر عدد من الكوؤس الدوري امثال بلنت كوركماز وسعاد قيا
- حصل على كارت أحمر مرة واحدة في 24 اذار 2004 في لعبة بين غلطاسراي وسامسون سبور

## خاقان في تاريخ الكرة التركية
- خاقان في غلطاسراي والمنتخب التركي وفي الدوري التركي وفي تاريخ الكرة التركية صاحب أكثر عدد من الأهداف.. ومسجل أكبر عدد من الأهداف في العالم (بين اللاعبين الاتراك)
- مجموع اهدافه الذي سجله 395 عندما لعب لـ سكاريا سبور وبورصا سبور وتورينو وبارما وانتر وبلاك بورن وغلطاسراي والمنتخب التركي

## خاقان في المنتخب التركي
- 25 اذار 1992 خاقان أول مرة لعب للمنتخب.. في هذه المباراة فاز المنتخب التركي على نظيره لوكسبورغ 3-2 في مباراة خاصة.
- 85 سنة في تاريخ المنتخب التركي صاحب أكثر عدد من الأهداف
- في 112 مباراة سجل من خلالها 51 هدف
- مجموع مالعبه في المنتخب 161 مباراة فبذلك يعتبر اللاعب الذي لعب أكثر عدد من المباريات

## خاقان في كاس العالم
- في كاس العالم وتصفيات كاس العالم 2002 سجل 6 اهداف وصنع 3
- وصل المنتخب التركي إلى النهائيات وقد حاز على المرتبة الثالثة عندما فازت كوريا الجنوبية
- صاحب اسرع هدف في كاس العالم فقد سجل هدفه على كوريا خلال 10.8 ثانية

## معلومات خاصة عن خاقان
- تزوج خاقان شكور أول مرة من طالبة تدرس في جامعة إسطنبول – قسم الصيدلة سنة 1995 اسمها إسرا البيرلك.. ولم تدم هذا الزواج طويلا حيث انتهت خلال 4 أشهر
- سنة 1999 تزوج خاقان للمرة الثانية له من بيدا سرتباش الذي ولدت له 3 أطفال

هم: زينب سوده سنة 2000 وبوسا سنة 2002 وبورهان سنة 2006

## بطولاته مع المنتخب
- كاس العاب البحر المتوسط 1993 مع المتخب التركي
- الوصول إلى امم أوروبا 1996 مع المنتخب التركي
- ربع نهائي أوروبا 2000 مع المنتخب التركي
- الثالث في كاس العالم 2002 مع المنتخب التركي

## بطولاته مع الاندية التي لعب لها
- كاس الاتحاد الاوربي 1999-2000 مع غلطاسراي
- الفوز بالدوري التركي 1992-1993 مع غلطاسراي
- الفوز بالدوري التركي 1993-1994 مع غلطاسراي
- الفوز بالدوري التركي 1996-1997 مع غلطاسراي
- الفوز بالدوري التركي 1997-1998 مع غلطاسراي
- الفوز بالدوري التركي 1998-1999 مع غلطاسراي
- الفوز بالدوري التركي 1999-2000 مع غلطاسراي
- الفوز بالدوري التركي 2005-2006 مع غلطاسراي
- الفوز بالدوري التركي 2007-2008 مع غلطاسراي
- كاس تركيا 1987-1988 مع سكاريا سبور
- كاس تركيا 1992-1993 مع غلطاسراي
- كاس تركيا 1995-1996 مع غلطاسراي
- كاس تركيا 1998-1999 مع غلطاسراي
- كاس تركيا 1999-2000 مع غلطاسراي
- كاس تركيا 2004-2005 مع غلطاسراي
- كاس TSYD 1992-1993 مع غلطاسراي
- كاس TSYD 1997-1998 مع غلطاسراي
- كاس TSYD 1998-1999 مع غلطاسراي
- كاس TSYD 1999-2000 مع غلطاسراي
- كاس رئيس الجمهورية 1992-1993 مع غلطاسراي
- كاس رئيس الجمهورية 1995-1996 مع غلطاسراي
- كاس رئيس الجمهورية 1996-1997 مع غلطاسراي
- كاس رئيس الوزراء 1991-1992 مع سكاريا سبور
- كاس رئيس الوزراء 1994-1995 مع غلطاسراي
- كاس إيطاليا 2001-2002 مع بارما
- كاس السوبر الإيطالي 2000-2001 مع انتر ميلان

## بعد اعتزاله عام 2008
يعد خاقان شكور أسطورة كرة القدم التركية بلا منازع، وواحدا من أحسن الهدافين في أوروبا، فقد قاد منتخب بلاده إلى نصف نهائي كأس العالم 2002 بكوريا الجنوبية، وحصل معه على المركز الثالث.
واعتزل شكور اللعب في 2008، لكن النجومية والشهرة التي اكتسبها في عالم كرة القدم لم تؤمن له الحياة التي كان يأمل فيها بعد التقاعد،
وبعد اعتزاله في 2008 دخل معترك السياسة. وأصبح في عام 2011 نائبا في البرلمان عن حزب العدالة والتنمية الذي يتزعمه أردوغان.
لكنه كان أيضا على علاقة بفتح الله غولن الذي يتهمه أردوغان بتدبير محاولة الانقلاب الدامية في 2016.
وأثناء الانقلاب كان شكور يعيش في الولايات المتحدة، وعلى الرغم من أنه ندد بالمحاولة، فإن وسائل الإعلام التركية وصفته بأنه هارب من أعضاء تنظيم فتح الله غولن.
وجاء في التقارير التي نشرت عنه في تركيا أنه يعيش في بيت قيمته المالية 3 ملايين جنيه استرليني ويدير مقهى في أغنى أحياء سان فرانسيسكو.
لكن شكور يروي قصة مختلفة، إذ يقول "انتقلت في أول الأمر إلى الولايات المتحدة وكنت أدير مقهى في كاليفورنيا، لكن أشخاصا غريبو الأطوار أصبحوا يترددون على المقهى، فأصبحت سائق سيارة أجرة مع أوبر وبائع كتب". وقال إن الحكومة صادرت بيته وأمواله في تركيا. لكنه ينفي أنه ضالع في أي جريمة.
وأضاف: "لا أحد استطاع أن يشرح دوري المزعوم في الانقلاب. لم أخالف القانون أبدا، ولست خائنا ولا إرهابيا". إذ اضطر للعمل سائق سيارة أجرة ليعيل نفسه بعدما انتقل إلى الولايات المتحدة.
ويقول شكور في حوار أجرته معه الصحيفة الألمانية "فيلت أم زونتاغ" إن خلافه مع الرئيس التركي رجب طيب أردوغان جعله "يتلقى تهديدات بالقتل، ويتعرض لاتهامات باطلة، ويمنع من التصرف في أمواله".
وأضاف: "لم يبق لي شيء، أخذ مني أردوغان كل شيء، حرية التعبير، وحق العمل".

## روابط خارجية
- هاكان شوكور على موقع IMDb (الإنجليزية)
- هاكان شوكور على موقع ديسكوغز (الإنجليزية)
- هاكان شوكور على موقع الاتحاد الدولي (مؤرشف)  (الإنجليزية)
- هاكان شوكور على موقع اتحاد تركيا (لاعب) (الإنجليزية)
- هاكان شوكور على موقع قاعدة بيانات كرة القدم.إي يو (الإنجليزية)
- هاكان شوكور على موقع ليكيب (الفرنسية)
- هاكان شوكور على موقع ناشيونال فوتبول تيمز (الإنجليزية)
- هاكان شوكور على موقع Soccerbase.com (لاعب) (الإنجليزية)
- هاكان شوكور على موقع عالم كرة القدم.نت (الإنجليزية)
- هاكان شوكور على موقع كووورة